# Мюллер, Карл Вильгельм
Карл Вильгельм Мюллер (нем. Carl Wilhelm Müller, 1728—1801) был, начиная с 1781 года, многократным бургомистром немецкого города Лейпциг в современной федеральной земле Саксония. В этом качестве он известен своими усилиями по модернизации инфраструктуры и архитектурного облика города, а также заслугами в области городского школьного образования.

## Биография
Карл Вильгельм Мюллер родился в деревне Кнаутхайн (с 1936 года — в составе Лейпцига) в семье местного судьи Иоганна Вильгельма Мюллера, занимавшего позднее пост судебного советника в Лейпциге. Окончив княжескую школу Пфорта, он поступил в Лейпцигский университет, изучая юриспруденцию, историю и философию. С 1752 года Мюллер работал адвокатом в надворном суде в Лейпциге. В то же самое время он обратился к литературной деятельности, издав совместно с Христианом Феликсом Вайсе стихотворный сборник. Кроме того, с 1756 года Мюллер был издателем журнала нем. Brittische Bibliothek, информировавшего о новинках английской литературы.
Политическая карьера Карла Вильгельма Мюллера началась в 1759 году, когда он стал членом городского совета Лейпцига. С 1771 года он занимал пост городского судьи, с 1775 года руководил городской библиотекой, в 1776 году был назначен городским архитектором и затем городским проконсулом. Наконец, в 1778 году Мюллер был впервые избран бургомистром Лейпцига, занимая этот пост почти непрерывно вплоть до 1800 года, и получил правительственный титул военного гехаймрата.
Во многом благодаря инициативе Карла Вильгельма Мюллера городскому правительству удалось осуществить ряд крупных строительных проектов, определяющих облик Лейпцига и по сей день. Так, начиная с 1784 года на месте снесённых средневековых укреплений по проекту городского архитектора Дауте было начато обустройство променада, которому, в целом, соответствует современная кольцевая улица Ринг-штрассе. Часть старого оборонительного рва на восточной границе исторического города при этом была преобразована в так называемый Лебединый пруд (нем. Schwanenteich), из материала защитных валов был сформирован искусственный холм нем. Schneckenberg (букв. Улиточная гора), а по соседству разбита обширная общественная площадь, позднее названная Аугустусплац. Также по проекту Дауте в 1781 году на третьем этаже бывшего здания цейхгауза был открыт первый городской концертный зал Гевандхаус и в 1785—1796 годах перестроено внутреннее убранство церкви св. Николая.
Особое внимание Мюллер уделял вопросам городского школьного образования, с 1783 года переняв руководство школой св. Николая и инициировав открытие бесплатной школы для малоимущих нем. Ratsfreischule в 1792 году и первой общегородской школы (нем. Erste Bürgerschule) в 1796 году; для последней на стенах старого бастиона Морица было начато строительство современного школьного здания, законченного, однако, лишь в 1834 году (позднее в его стенах размещался первый художественный музей города; утрачено в 1943 году).

## Память

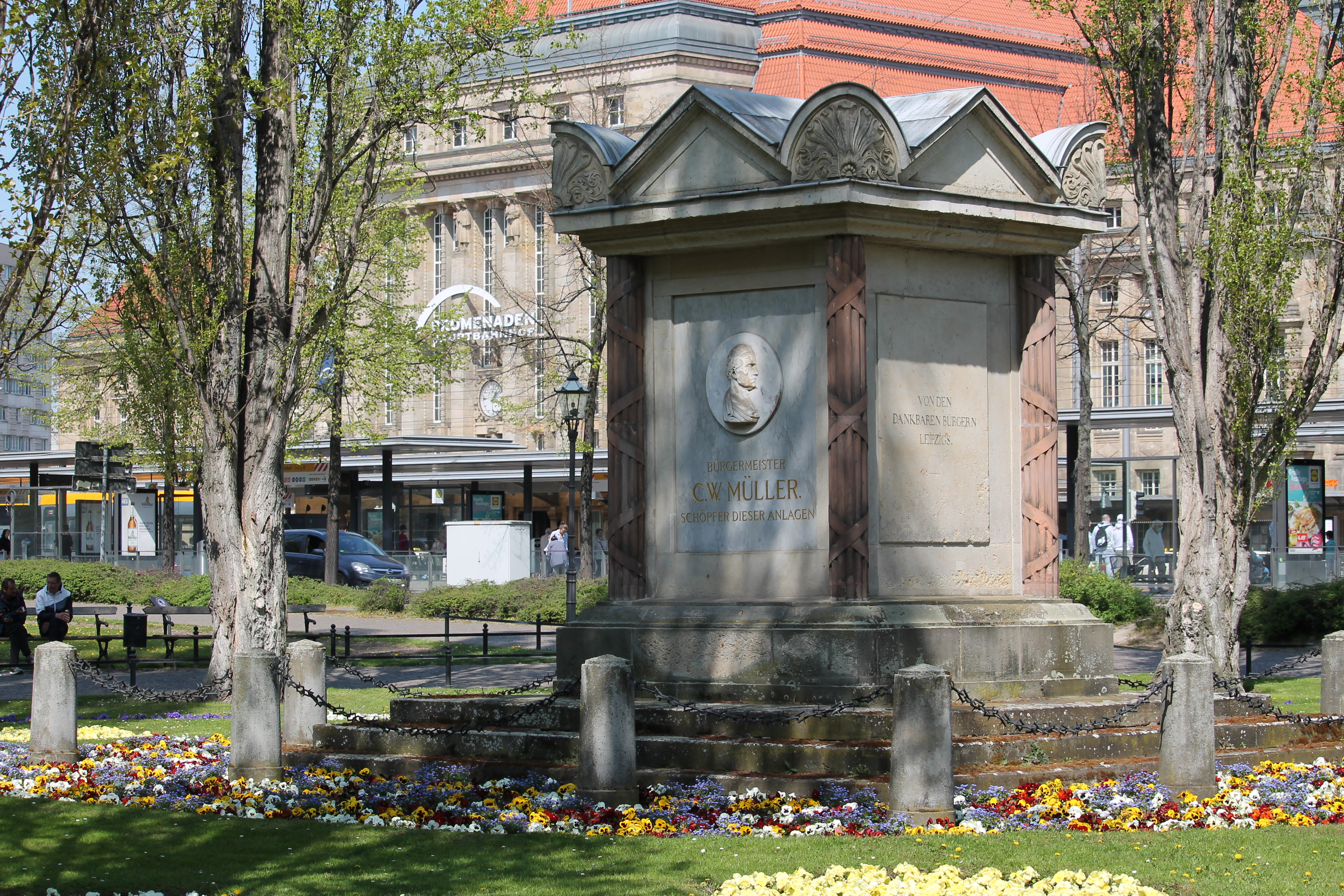
Памятник бургомистру Мюллеру

Не считая дошедшего до наших дней архитектурного наследия эпохи бургомистра Мюллера, в Лейпциге о нём напоминает установленный в 1819 году монумент, созданный по инициативе городского купечества. Расположенный в парке-променаде напротив Главного вокзала, он был создан городским архитектором Августом Канне (нем. August Wilhelm Kanne, 1784—1827) по проекту Августа Тишбайна и представляет собой массивный мраморный блок в строгом классицистическом стиле, наподобие античных памятников, украшенный портретным медальоном работы Шадова и лаконичной посвятительной надписью.
В районе Кнаутхайн сохранился дом 1723 года постройки, в котором родился Карл Вильгельм Мюллер. Отреставрированный в конце 2000-х годов, он используется в настоящее время как кафе и художественное ателье.